# Frederic I Montefeltro
Frederic I Montefeltro és un noble italià que fill de Guiu I Montefeltro que el 1296 va ser investit per l'emperador com a successor de Guiu I.
El desembre de 1305 va rebre les senyories sobiranes de Serrungarina i Montecampanaro, i el juliol de 1306 va ser proclamat senyor sobirà de Fano, Pesaro i Senigallia, però les va perdre aviat, si bé el 1317 va recuperar Fano, la va tornar a perdre, la va recuperar el 1318, la va tornar a perdre i la va reconquerir el 1321; va ser proclamat senyor sobirà de Casole a la Val d'Elsa el desembre de 1312 i fins al gener de 1313, senyor sobirà de Recanati i Cingoli del 1317 al 1322, senyor sobirà de Cagli del 1317 al 1319, podestà d'Arezzo el 1277, 1299, 1302, 1303 i 1304, capità del poble de Cesena el maig de 1301, capità de l'exèrcit del Papa des del 1305, podestà de Pisa del 1313 al 1318, vicari imperial a Pisa del 1311 al juny de 1313, vicari imperial d'Arezzo des del juny de 1313, capità del poble de Spoleto des l'agost del 1321.
Fou excomunicat diverses vegades: per l'Orsini Nicolau III el 1277, per Joan XXII el 1319, 1320 i 1321 per heretgia i idolatria). Va lluitar contra el jutge de la Marca d'Ancona, Niccolò da Reggio el 1319 (per la qual cosa va ser declarat heretge per l'arquebisbe de Ravenna el 1321).
El 22 d'abril de 1322 el poble d'Urbino es va revoltar i el va matar. El seu fill Guido Novello, anomenat Tigna, va ser capità de l'exèrcit de Florència el 1341. Un altre fill Siginolf I Montefeltro conegut per Nolfo el va succeir. Els altres fills foren: Feltrino Montefeltro, Enric Montefeltro, Galasso Montefeltro, Francesc Montefeltro, Ugolino, Bonconte, Violant (casada amb Ferrandino Novello Malatesta, senyor de Mondaino, Saludecio, Roncofreddo, San Giovanni in Galilea i Monleone) i Niccolò Montefeltro (aquest darrer fill natural)